# باول غوستافسون (فنان)
باول غوستافسون (بالإنجليزية: Paul Gustavson)‏ هو فنان أمريكي، ولد في 16 أغسطس 1916 في جزر أولاند في فنلندا، وتوفي في 29 أبريل 1977.